# Congregación Cristiana
La Congregación Cristiana es una asociación cristiana evangélica internacional de iglesias pentecostales.   

## Historia
El origen de las congregaciones cristianas se remonta a 1907, con un avivamiento en la ciudad estadounidense de Chicago en medio de un grupo de evangelistas italianos tales como el presbiteriano Luigi Francescon, P. Ottolini, G. Lombardi, Lucia Menna, L. Terragnoli, U.Garrazzi y G. Perrou, quienes se habían propuesto difundir la doctrina cristiana del Espíritu Santo. Este proceso de evangelización se comenzó a difundir entre las familias italianas de Estados Unidos, Canadá, Italia, Argentina, Venezuela y Brasil, y conllevó la fundación de múltiples iglesias.

## Principios doctrinarios
En abril de 1927 se realizó una convención en la ciudad de Niagara Falls, a la cual asistieron líderes de diversas congregaciones cristianas. Allí definieron una lista de doce puntos que constituirían desde entonces sus principales puntos doctrinarios:
- La creencia y aceptación total de lo escrito en la Biblia como Palabra de Dios.
- La creencia en un único Dios que se manifiesta en la Santísima Trinidad.
- La creencia en Jesucristo como hijo de Dios.
- La creencia en ángeles y demonios.
- La creencia en la resurrección de Jesús.
- La creencia en la doctrina del bautismo en agua en nombre de Jesucristo y de la Santísima Trinidad.
- La creencia en la doctrina del bautismo en el Espíritu Santo.
- La creencia en la doctrina de la Santa Cena.
- La creencia en la necesidad de abstenerse de otros ídolos, del beber sangre y carne ahogada, así como de la «fornicación».
- La creencia de que Jesucristo llevó sobre sí mismo nuestras enfermedades.
- La creencia en la Segunda venida de Cristo.
- La creencia en la resurrección de los muertos.

## Congregaciones cristianas
La Congregación Cristiana posee las siguientes comunidades:

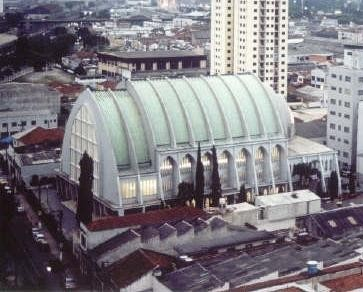
Sede de la Congregación Cristiana en Brasil, en el barrio de Brás, São Paulo.

| América del Sur                 | América del Sur      | América del Sur                  | América del Sur               | América del Sur           |
| País                            | Fundación            | Fundador                         | Congregaciones                | Sede                      |
| ------------------------------- | -------------------- | -------------------------------- | ----------------------------- | ------------------------- |
| Argentina                       | 1909                 | Luigi Francescon[cita requerida] |                               |                           |
| Bolivia                         | 1950                 |                                  |                               |                           |
| Brasil                          | 1910                 | Luigi Francescon[cita requerida] | 16 000 (2006)[cita requerida] | São Paulo[cita requerida] |
| Chile                           | 1975                 | Desiderio Espinoza               | ~300                          |                           |
| Perú                            |                      |                                  |                               |                           |
| Guyana                          |                      |                                  |                               |                           |
| Surinam                         |                      |                                  |                               |                           |
| Uruguay                         | ~1930                |                                  |                               |                           |
| Venezuela                       | 1960                 | Vincenzo Iannuzzi                |                               |                           |
| América Central                 |                      |                                  |                               |                           |
| Cuba                            |                      |                                  |                               |                           |
| Costa Rica                      |                      |                                  |                               |                           |
| El Salvador                     | 1997                 |                                  |                               |                           |
| Guatemala                       |                      |                                  |                               |                           |
| Honduras                        |                      |                                  |                               |                           |
| Jamaica                         |                      |                                  |                               |                           |
| Nicaragua                       |                      |                                  |                               |                           |
| Panamá                          | 1910                 |                                  |                               |                           |
| República Dominicana            | 2005                 |                                  |                               |                           |
| América del Norte               |                      |                                  |                               |                           |
| Canadá                          |                      |                                  |                               |                           |
| Estados Unidos                  | 1907                 |                                  |                               |                           |
| México                          |                      |                                  |                               |                           |
| Europa                          |                      |                                  |                               |                           |
| Alemania                        |                      |                                  |                               |                           |
| Andorra                         |                      |                                  |                               |                           |
| Bélgica                         |                      |                                  |                               |                           |
| España                          | 1960[cita requerida] |                                  | 50[cita requerida]            | Barcelona                 |
| Chipre                          |                      |                                  |                               |                           |
| Francia                         |                      |                                  |                               |                           |
| Grecia                          |                      |                                  |                               |                           |
| Países Bajos                    |                      |                                  |                               |                           |
| Reino Unido                     |                      |                                  |                               |                           |
| República de Irlanda            |                      |                                  |                               |                           |
| Italia                          | 1908                 |                                  |                               |                           |
| Luxemburgo                      |                      |                                  |                               |                           |
| Portugal                        |                      |                                  |                               |                           |
| Rusia                           |                      |                                  |                               |                           |
| Suiza                           |                      |                                  |                               |                           |
| Asia y Oceanía                  |                      |                                  |                               |                           |
| China                           |                      |                                  |                               |                           |
| Filipinas                       |                      |                                  |                               |                           |
| Israel                          |                      |                                  |                               |                           |
| India                           |                      |                                  |                               |                           |
| Palestina                       |                      |                                  |                               |                           |
| Líbano                          |                      |                                  |                               |                           |
| Siria                           |                      |                                  |                               |                           |
| Japón                           |                      |                                  |                               |                           |
| Australia                       |                      |                                  |                               |                           |
| Nueva Zelanda                   |                      |                                  |                               |                           |
| África                          |                      |                                  |                               |                           |
| Sudáfrica                       |                      |                                  |                               |                           |
| Angola                          |                      |                                  |                               |                           |
| República Democrática del Congo |                      |                                  |                               |                           |
| República del Congo             |                      |                                  |                               |                           |
| Cabo Verde                      |                      |                                  |                               |                           |
| Costa de Marfil                 |                      |                                  |                               |                           |
| Ghana                           |                      |                                  |                               |                           |
| Guinea-bissau                   |                      |                                  |                               |                           |
| Malawi                          |                      |                                  |                               |                           |
| Mozambique                      |                      |                                  |                               |                           |
| Nigeria                         |                      |                                  |                               |                           |
| Santo Tomé y Príncipe           |                      |                                  |                               |                           |
| Zimbabue                        |                      |                                  |                               |                           |

## Galería

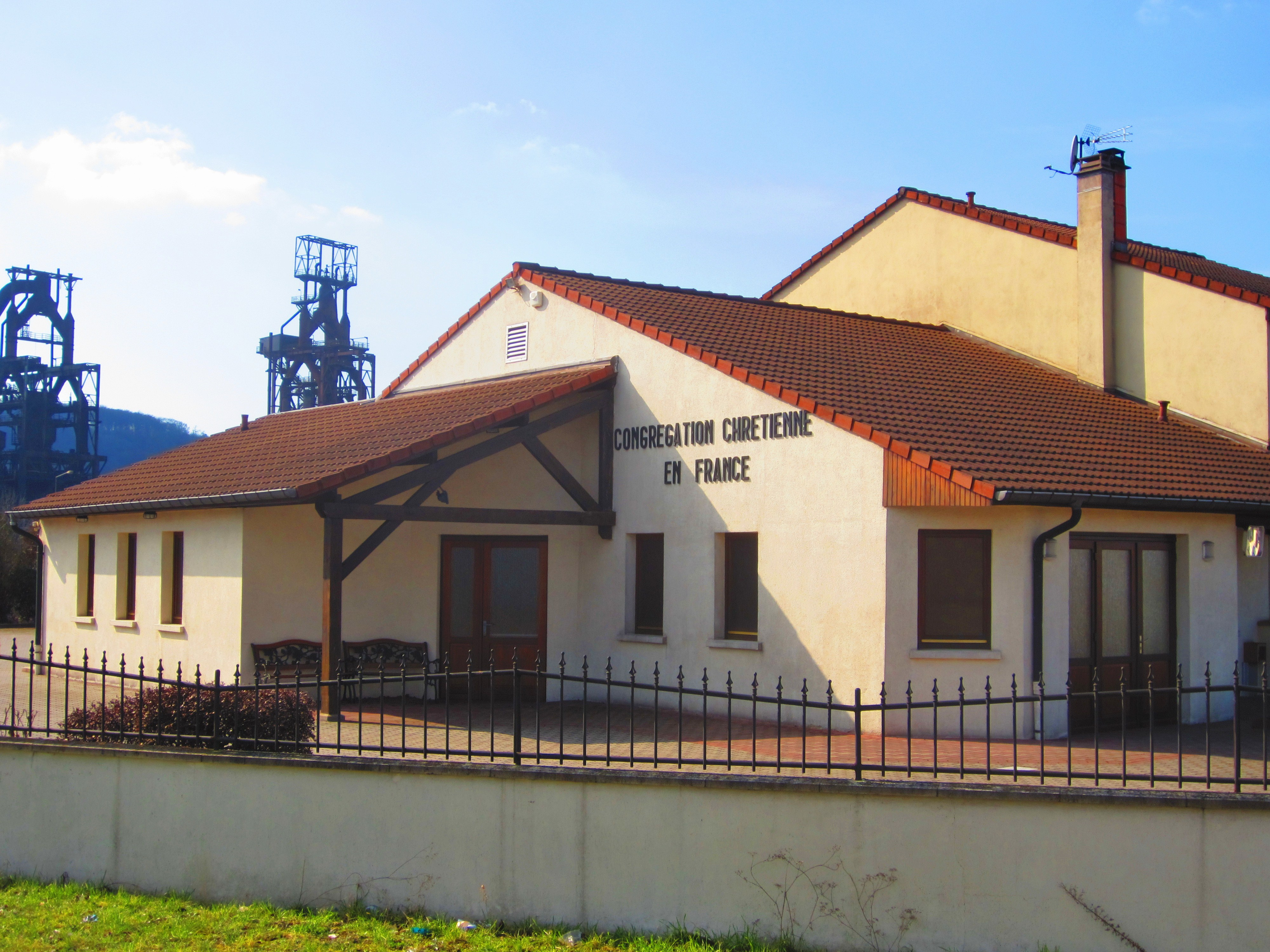
Congregación Cristiana en Francia, en Hayange.
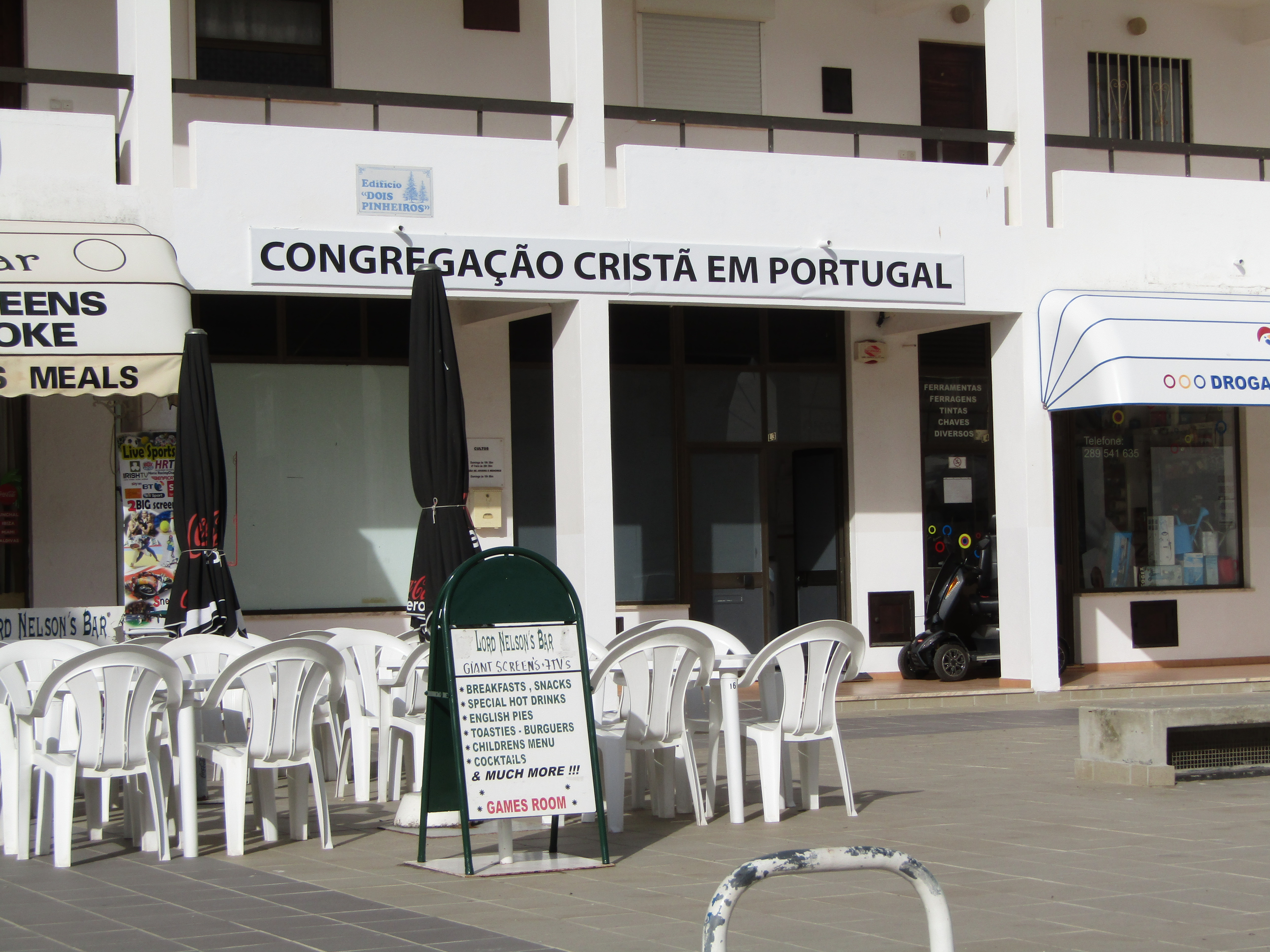
Congregación Cristiana en Portugal, en Albufeira.
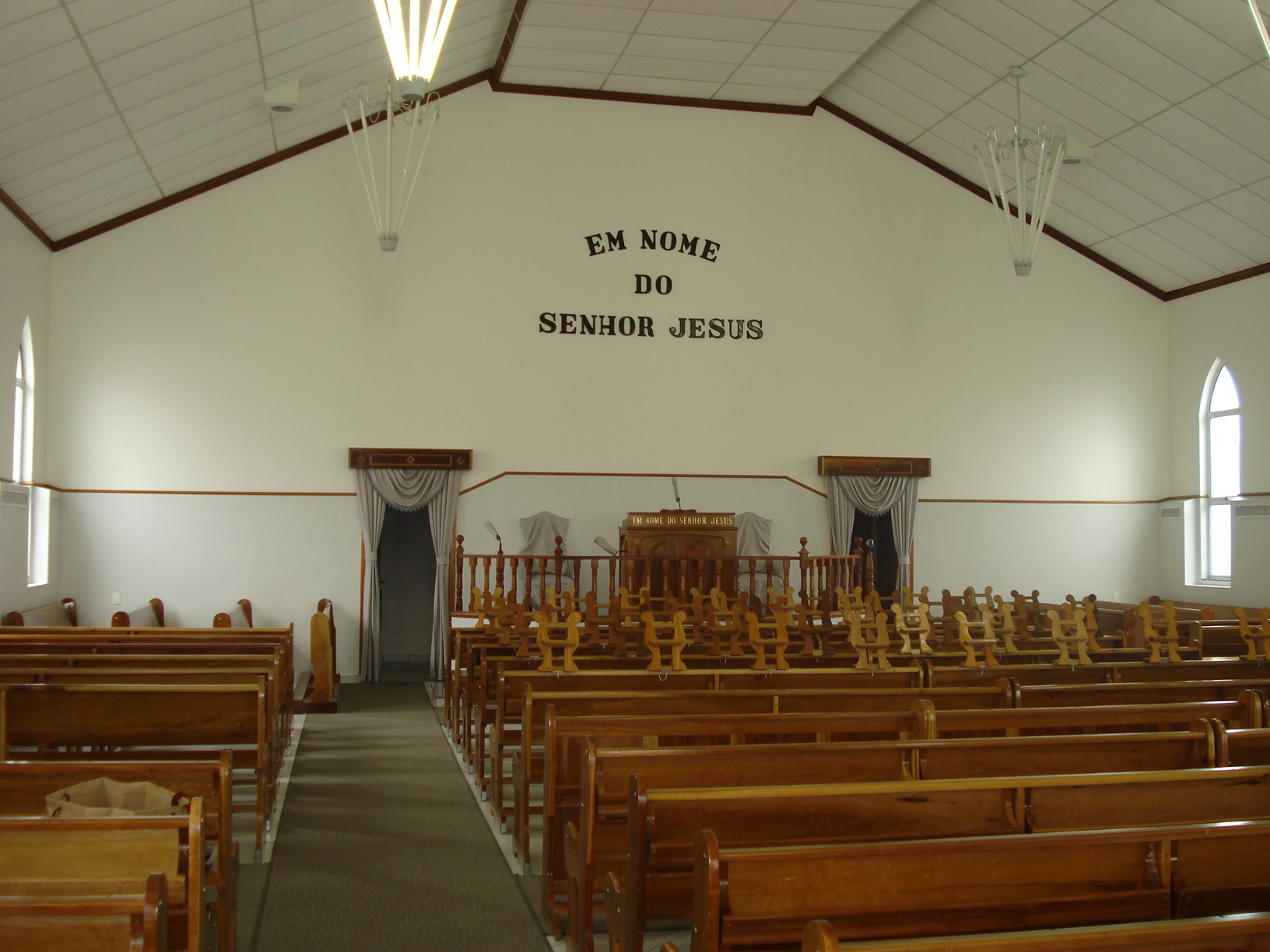
Congregación Cristiana en Brasil, en Santo André.
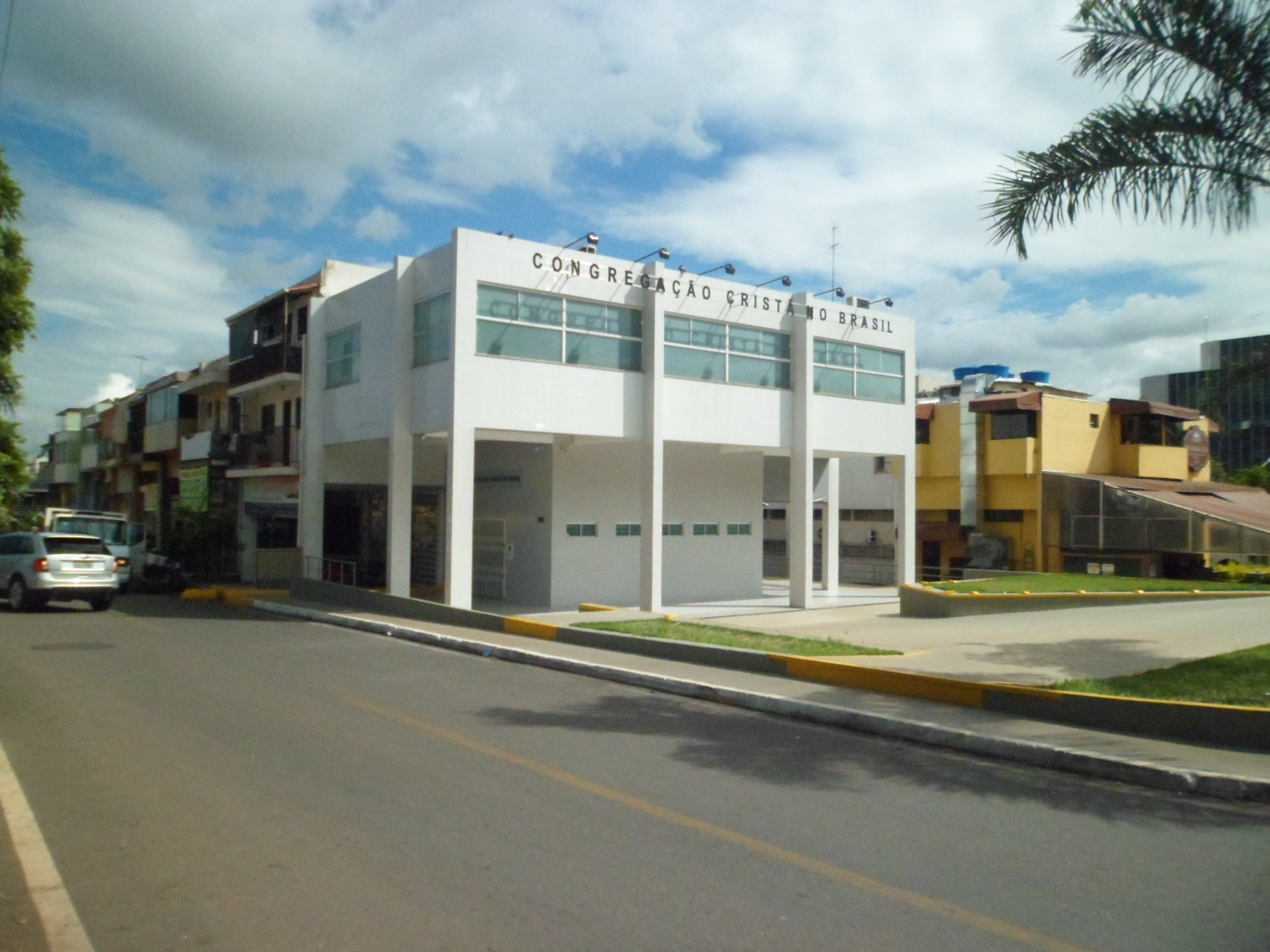
Congregación Cristiana en Brasil, in Brasilia.
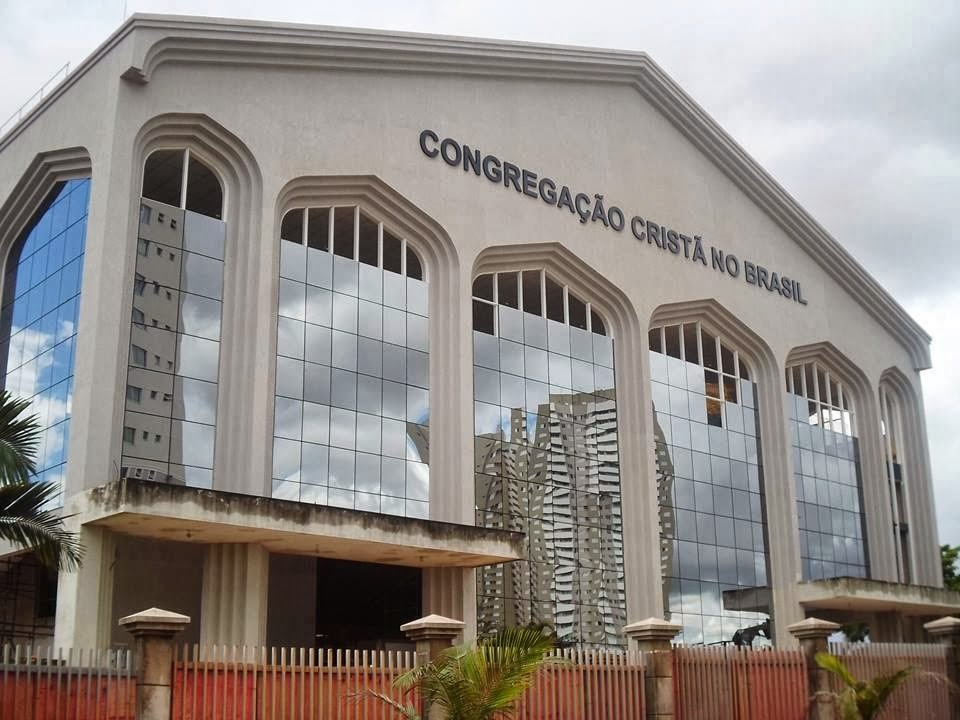
Congregación Cristiana en Brasil, in Goiânia.